# Dapitana similis
Dapitana similis är en insektsart som beskrevs av Irena Dworakowska 1972. Dapitana similis ingår i släktet Dapitana och familjen dvärgstritar. Inga underarter finns listade i Catalogue of Life.